# If You've Never Been
If You've Never Been è il terzo album in studio del gruppo musicale britannico Embrace, pubblicato il 3 settembre 2001 dalla Hut Recordings e dalla Virgin Records.

## Tracce
Testi e musiche di Danny McManara e Richard McNamara.
1. Over – 7:02
2. I Hope You're Happy Now – 3:41
3. Wonder – 4:24
4. Many Will Learn – 4:19
5. It's Gonna Take Time – 4:38
6. Hey, What You Trying to Say – 5:01
7. If You've Never Been in Love with Anything – 4:47
8. Make It Last – 4:43
9. Happiness Will Get You in the End – 2:47
10. Satellites – 6:27

Tracce bonus nella versione giapponese
1. Today – 3:04

## Formazione
- Danny McNamara – voce, chitarra acustica, produzione
- Richard McNamara – chitarra, voce, tastiera, produzione
- Steve Firth – basso, produzione
- Mickey Dale – tastiera, chitarra, cori, vibrafono, arrangiamento strumenti ad arco, produzione
- Mike Heaton – batteria, percussioni, cori, melodica, vibrafono, produzione

Altri musicisti
- Will Jackson – arrangiamento aggiuntivo, partitura, conduzione
- Liverpool Philharmonic Orchestra – strumenti ad arco
- Ben Castle, Simon Finch, Jim Hunt, Mike Kearsey, Duncan Mackay, Andrew Morrell, Finn Peters, Andrew Ross, Mike Smith, Pete Wareham, Darren Wiles – ottoni

Produzione
- Ken Nelson – produzione, missaggio
- Mike Hunter – ingegneria, missaggio
- Simon Sheridan – registrazione (eccetto traccia 2)
- Bunt Stafford Clark – mastering